# Symposion (Xenophon)

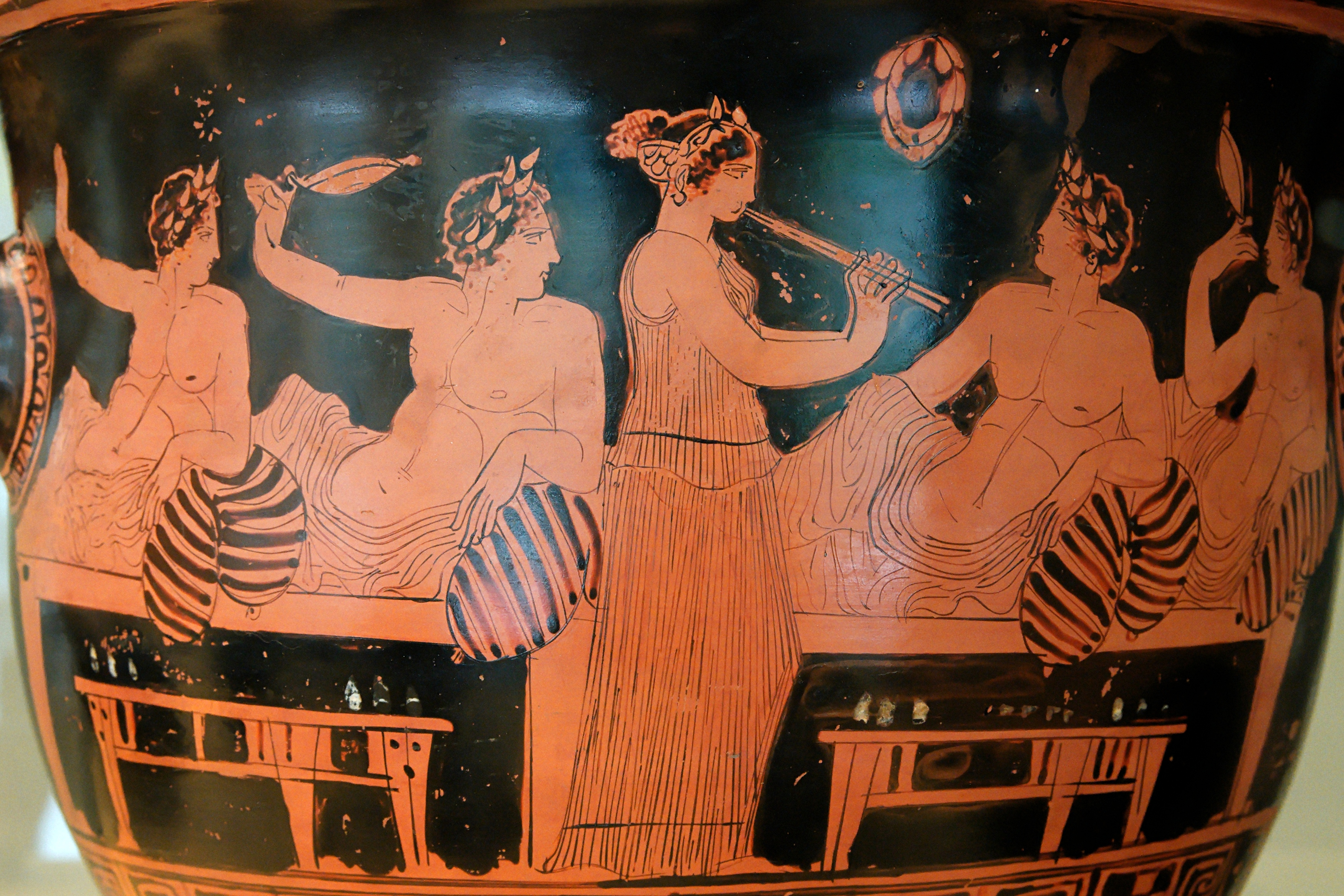
Symposiumscène door Nikias

Het Symposion, Oudgrieks: συμπόσιον, is een socratische dialoog geschreven door Xenophon in de jaren 360 v.Chr. Hij plaatst het feestmaal in 422 of 421 v.Chr. en voert zichzelf als een van de gasten op, wat gezien zijn jonge leeftijd misschien niet echt is gebeurd. Net als in Plato's oudere Protagoras speelt het verhaal zich af in het huis van de rijke Athener Kallias. Hij organiseert het feest voor de mooie jongeling Autolykos. Behalve de hoofdpersoon Socrates komen een tiental voorname Grieken aan het woord, onder wie de filosoof Antisthenes en de staatsman Charmides. Op speels-ernstige wijze worden thema's behandeld als schoonheid, verlangen, wijsheid en deugd. De nar Filippos zorgt voor een komische noot.
Het werk behoort met de Memorabilia, de Oikonomikos en de Apologia tot de vier socratische geschriften van Xenophon.

## Nederlandse vertalingen
- HHJ Brouwer. Het gastmaal, 1973. ISBN 9022841189
- M op de Coul. Symposium. Sokrates' verdediging, 2000. ISBN 9789025360900
- C Caspers. Het diner, 2019. ISBN 9789463402613

## Websites
- Wikisource. (el)  Συμπόσιον (Ξενοφών) en (en)  Symposion (Xenophon)